# ائرو اچ‌سی-۲ هلی بیبی
ائرو اچ‌سی-۲ هلی بیبی (به انگلیسی: Aero HC-2 Heli Baby) یک بالگرد ساختِ آئرو ودوخودی در کشور چکسلواکی است. این بالگرد در ۳ دسامبر ۱۹۵۴ میلادی نخستین پرواز خود را انجام داد.